# Кристи, Лорен
Лорен Кристи (англ. Lauren Christy) — британская певица, автор и исполнитель песен к более чем 20 фильмам, в том числе хита «The Color of the Night» (1994) из одноименного фильма (в российском прокате «Цвет ночи») с Брюсом Уиллисом в главной роли.
Лорен родилась в Лондоне. С раннего детства хотела стать балериной. В возрасте с 11 до 17 лет училась в школе балета Bush Davies, прежде чем поняла, что хочет стать поэтом-песенником. Играла с несколькими группами, свою первую группу назвала Pink Ash («Розовая зола»), которая состояла из шести парней и самой Лорен. Она назвала себя Сьюзи Рептайл. После отчаянного письма и поиска вдохновения, она закрылась на год в комнате и написала кучу песен. Спустя год появилась с 15 песнями и мечтами о контракте на публикацию. В это же время, когда Кристи ещё было 18 лет, она подписала контракт с издателем EMI и была готова начать запись для PolyGram Records.
Лорен Кристи обосновалась в Лос-Анджелесе. Выпустила свой дебютный полуавтобиографический альбом 19 февраля 1993 года. Она воспитана на музыке «техно», по стилю, подобному группе The Human League. Музыку в первом альбоме можно классифицировать как Adult Contemporary. Два сингла выпущены из этого альбома: «You read me wrong» («Вы меня не понимаете») и «Steep» («Крутой»). После этого она написала песню для фильма The color of night. Эта песня вошла в альбом музыки из кинофильма и также вошла в переиздание её дебютного альбома Lauren Christy в качестве бонус-трека. В 1995 году получила номинацию на Золотой Глобус за эту песню.
До 1995 года Лорен писала для своего нового альбома Breed (Порода) в Лондоне с Гэри Кларком. Альбом Breed выпущен в 1997 году. Песню из этого альбома «25 back then» можно найти на диске Woman to woman 2 CD, часть выручки от продаж которого передана на исследования рака груди. Другая песня — «Breed» прозвучала в фильме «Бэтмен и Робин».
Лорен во втором альбоме решительно изменила стиль, теперь её музыка сравнивается с Аланис Мориссет и Мередит Брукс. Она также появилась в Jay Leno Show, где вместе с Брэнфордом Марсалисом и группой исполнила песню «You read me wrong». После выступления она дала короткое интервью с Лено. Хотя Breed был последним альбомом Кристи, она продолжала вносить свой вклад в фильмы и телевидение. Лорен Кристи обсуждала планы с Mercury на запись и выпуск третьего альбома, но развал Mercury помешали тем планам.
В середине 1999 года Лорен Кристи, Грэм Эдвардс и Скотт Спок объединились в группу The Matrix. Matrix является продюсерской и пишущей командой, которые писали песни для дебютного альбома Аврил Лавин, для альбома My Kind Of Christmas Кристины Агилеры, 3 песни с Ronan Keating, Sugarlips и других артистов. Единственные посторонние авторы за всю историю существования — альтернативная группа Korn.
Лорен пришлось оставить на время работу в Matrix из-за беременности. В настоящее время она занята написанием песен и продюсированием других артистов. Написаны новые песни для This summer I, Vitamin C (с Гэри Кларком), песня в новый альбом S Club 7 (написан с Кэти Дэннис) и песня в альбоме Николь Смит Great big car (написана с Гэри Кларком). В этом году она перепела песню Джейсона Деруло «Breathing».

## Личная жизнь
Замужем за Гэри Кларком. В июле 2000 года у них родилась девочка, которой дали имя Джорджия Кристи Эдвардс (или просто Жижи).